# Masakr v Port Arthuru
Masakr v Port Arthuru byla masová vražda 28. a 29. dubna 1996, při které bylo 35 lidí zabito a 23 zraněno. Většina vražd se odehrála v bývalé vězeňské kolonii Port Arthur, populární turistické lokalitě v jihovýchodní Tasmánii.
Martin Bryant, 28letý obyvatel New Townu, předměstí Hobartu, byl shledán vinným a odsouzen ke 35 doživotním trestům bez možnosti propuštění. V důsledku incidentu bylo zjištěno, že Bryantovi byla diagnostikovaná mentální retardace.
V důsledku masakru australský premiér John Howard prosadil striktní zbraňovou politiku regulující soukromé vlastnictví vysokokapacitních poloautomatických zbraní, poloautomatických a opakovacích brokovnic, stejně jako zavedení jednotných zbrojních průkazů. Změna byla provedena v rámci celého Australského společenství.